# Abay Siti
Abay Siti (em português: Senhora Irmã; em árabe: سيدة الأخت) é uma instituição feminina somali que remonta à Somália urbana do início do século XIX. A instituição incorporou a tradição somali e o islão e foi estabelecida como resultado da exclusão das mulheres das numerosas ordens religiosas dominadas por homens na Somália.

## História
No virar do século XIX, muitos nómadas do interior da Somália começaram a migrar cada vez mais para cidades urbanas como Merka, Barawa, Kismayo e Mogadíscio e adaptaram-se ao seu novo ambiente urbano e estilo de vida. Como resultado, muitas das mulheres anteriormente nómadas que no seu modo de vida anterior desempenhavam um importante papel demorado e, portanto, não tinham tempo para se envolver em grandes reuniões sociais, agora viam-se com muito tempo de sobra. Na mesma época, muitas novas ordens religiosas somalis foram estabelecidas em toda a Somália por estudiosos como Uways al-Barawi e Abd Al-Rahman bin Ahmad al-Zayla'i, mas as mulheres que se tentaram tornar membros dessas ordens viram-se excluídas. A associação religiosa Abay Siti foi então criada por um grupo de mulheres com a intenção de servir essas mesmas mulheres. Muitas das sessões do Abay Siti contêm canções compostas e cantadas por mulheres em louvor a figuras femininas históricas da História Islâmica.